# Nuevo Colón (ort)
Nuevo Colón är en ort i Colombia.   Den ligger i departementet Boyacá, i den centrala delen av landet, 110 km nordost om huvudstaden Bogotá. Nuevo Colón ligger 2 457 meter över havet och antalet invånare är 863.
Terrängen runt Nuevo Colón är lite bergig. Runt Nuevo Colón är det ganska tätbefolkat, med 160 invånare per kvadratkilometer. Närmaste större samhälle är Turmequé, 5,0 km sydväst om Nuevo Colón. Trakten runt Nuevo Colón består i huvudsak av gräsmarker.